# Klaverbank
De Klaverbank is een zandbank in de Noordzee in het noordwestelijke deel van het Nederlandse continentaal plat, ten zuiden van de Doggersbank en grenzend aan de exclusieve economische zone (EEZ) van het Verenigd Koninkrijk, ongeveer 160 km noordwestelijk van Den Helder. Het gebied beslaat een oppervlak van ruim 1200 km². De bank bestaat voornamelijk uit grind en ligt 30-40 meter onder het zeeoppervlak. De Klaverbank en soortgelijke grindbanken zijn een restant van een rivierbedding die ontstond toen de Noordzee droog was.

## Bodemfauna

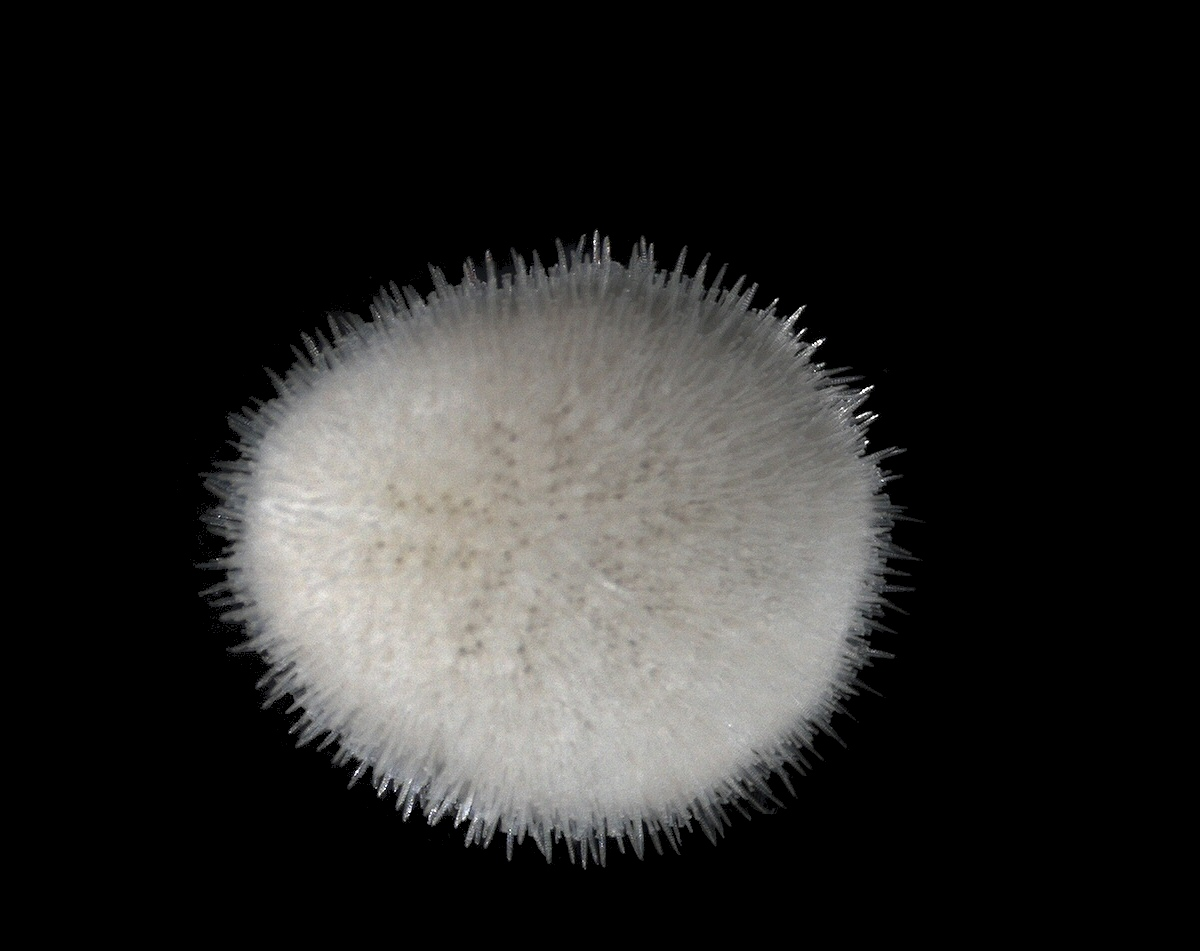
Zeeboontje

De bodemfauna in dit gebied bevat wel 200 soorten, onder andere door de grote variatie aan bodemtypen. De flora en fauna is anders dan in de omringende en gewonere zand- en slibbodem van de zee. Soorten, waaronder bijzondere soorten, die op de Klaverbank voorkomen zijn:
- Kokerworm Chone duneri
- Artemisschelp Dosinia exoleta
- Zeeboontje Echinocyamus pusillus
- Zeeappeltje Psammechius miliaris
- Zeeanjelier Metridium senile
- Dodemansduim Alcyonium digitatum (een soort koraal)
- Doorzichtige zakpijp Ciona intenstinalis
- Lancetvisje Branchiostoma lanceolatum
- Pelikaansvoet Aporrhais pespelicani
- Wulk Buccinum undatum
- Kleine slangster Ophiura albida

Aan de randen van de door het gebied lopende trog, de Botney Cut, leven scholen vis, waar zeekoeten Uria aalge op afkomen.

## Natura 2000
Sinds 15 juni 2016 is een deel van de Klaverbank in de Nederlandse exclusieve economische zone (EEZ) aangewezen als Natura 2000-gebied.

## Fossielen
Op de Klaverbank zijn ook fossiele dinosauriërs aangetroffen, resten van Iguanodontia. Verondersteld wordt dat die echter pas tijdens de ijstijden daar terecht zijn gekomen, vervoerd door de Schotse ijskap.

## Grindwinning
De Klaverbank is een van de weinige plekken in het Nederlandse deel van de Noordzee waar grind en beton- en metselzand aan het (bodem)oppervlak voorkomt. De Nederlandse overheid wilde het gebied dan ook gebruiken voor grindwinning, en startte hiervoor in 2001 een mer-procedure op. Op 27 augustus 2003 besloot het ministerie van Verkeer en Waterstaat deze procedure af te breken, onder andere omdat de mogelijke opbrengst beperkt was, en omdat het bedrijfsleven niet veel belangstelling had voor het grind van de Klaverbank. Volgens het MER rapport was een milieuvriendelijke winning van het grind goed mogelijk. Milieuorganisaties hadden evenwel geprotesteerd tegen deze grindwinning.